# Targa Florio 1926

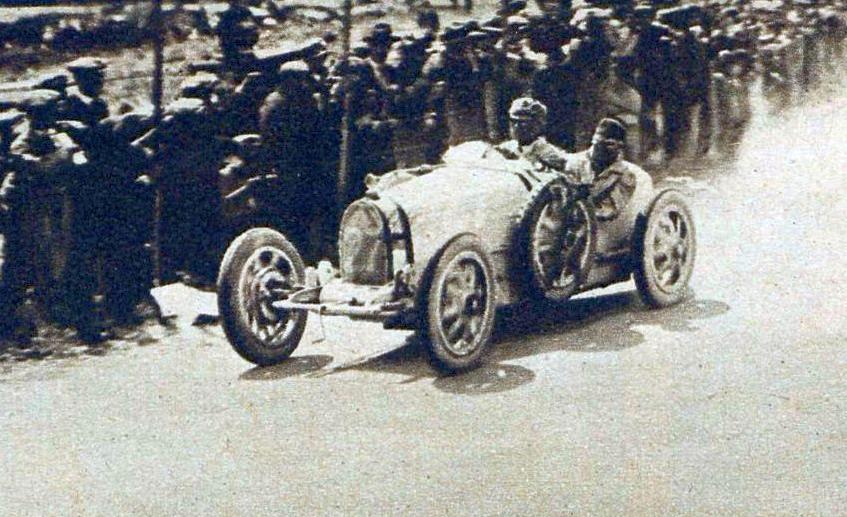
Rennsieger Meo Constantini im Bugatti T35T

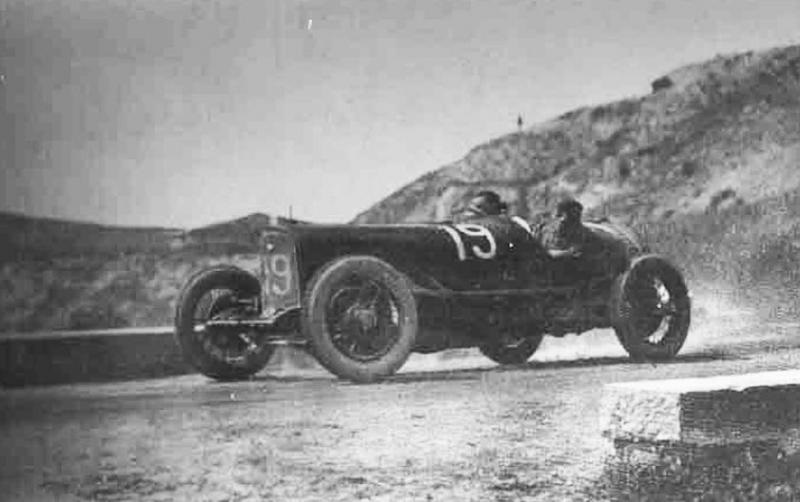
Emilio Materassi im zwei Tonnen schweren Itala-Eigenbau

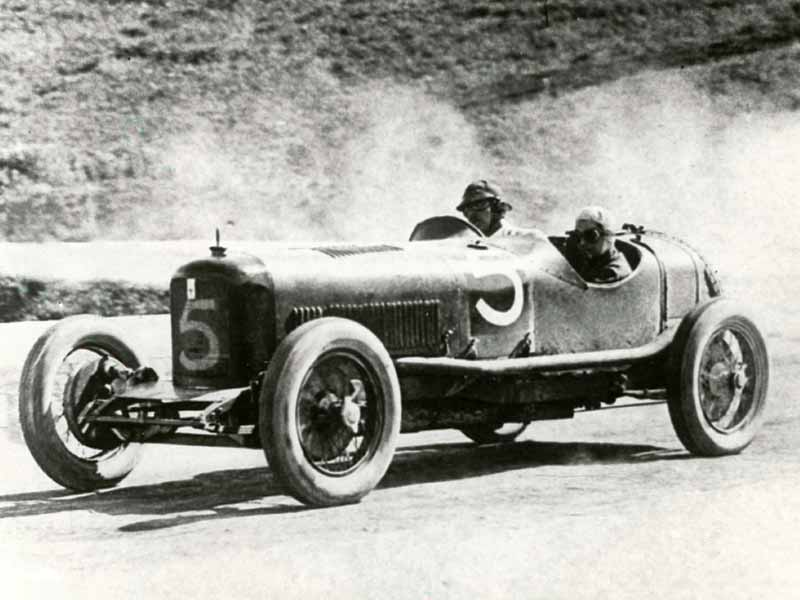
Alfieri Maserati im achtplatzierten Maserati 26; rechts sein beifahrender Mechaniker Guerino Bertocchi

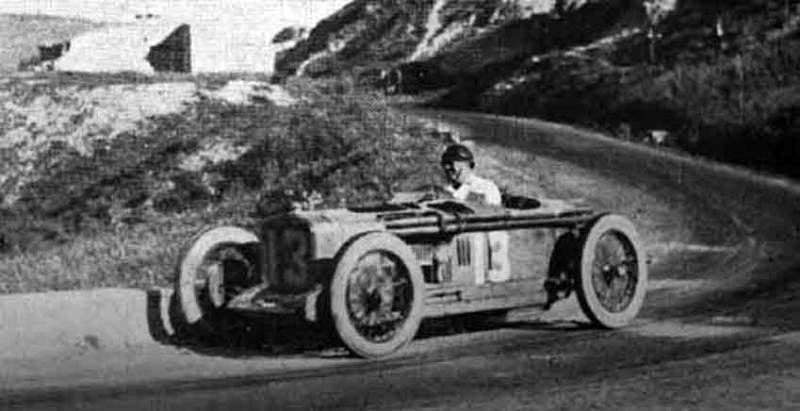
Giulio Masetti bei seiner letzten Targa Florio

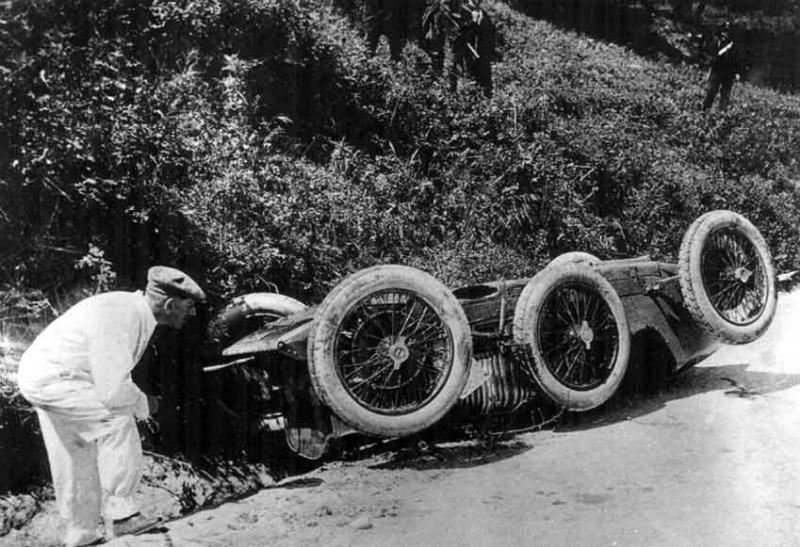
Der umgestürzte und kaum beschädigte Delage

Die 17. Targa Florio, auch XVII Targa Florio, war ein Straßenrennen auf Sizilien und fand am 25. April 1926 statt.

## Das Rennen

### Teams, Hersteller und Fahrer
In den frühen 1920er-Jahren begann der Aufstieg des französischen Kraftfahrzeugherstellers Bugatti zum namhaften Produzenten von Rennwagen. Neben dem Verkauf der Fahrzeuge etablierte Ettore Bugatti eine erfolgreiche eigene Rennabteilung. 1925 gelang Meo Constantini mit seinem Gesamtsieg im Bugatti Type 35 bei der Targa einer der ersten Erfolge für das Bugatti-Team. 1926 kam die Mannschaft erneut mit drei Werkswagen nach Palermo. Der T 35 T war ein speziell für dieses Rennen weiterentwickelter T 35 (das T stand für Targa Florio) mit mehr Hubraum, Motorleistung und Gleitlager anstelle der bisher üblichen Rollenlager. Neben Meo Constantini fuhren Jules Goux und Ferdinando Minoia die Werkswagen. Jules Goux war ein etablierter Rennfahrer der neben seinem Sieg beim 500-Meilen-Rennen von Indianapolis 1913 wenige Wochen nach der Targa Florio den Großen Preis von Frankreich gewann. Ferdinando Minoia war ein Targa-Florio-Veteran. 1907 hatte er als 21-Jähriger sein Debüt gegeben und kam 1923 im Steyr 3.0 Sport der Österreichischen Waffenfabriks-Gesellschaft als Dritter ins Ziel.
Starke Konkurrenz erwuchs Bugatti durch zwei weitere französische Werksmannschaften. Bei Peugeot gab es mit dem 174S ein erfolgreiches und ausgereiftes Rennfahrzeug, das auch 1926 wieder zum Einsatz kam. Auch die beiden Peugeot-Piloten waren arrivierte und erfolgreiche Rennfahrer. André Boillot, der die Targa 1919 für Peugeot gewonnen hatte, ging zum fünften Mal an den Start. Louis Wagner war ein Pionier des Rennsports, mit Siegen beim Vanderbilt Cup 1906 und dem Großen Preis von Amerika 1908. Wenige Wochen nach der Targa Florio gewann er den ersten Großen Preis von Großbritannien der Motorsportgeschichte. Ein Targa-Florio-Neuling war Delage. Da der 1,5-Liter-Type 15 S 8 noch nicht einsatzbereit war, griff die Teamleitung auf die Vorjahres-Grand-Prix-Wagen zurück. Vier Type 2 LCV bereiteten Mechaniker in den Fabrikhallen am Standort Levallois-Perret für das Rennen vor, die wegen der fehlenden Lichtanlagen mit Lastwagen nach Sizilien transportiert wurden. Drei Fahrzeuge gab es für die Werksfahrer Albert Divo, René Thomas und Robert Benoist. Den vierten Delage erhielt der zweimalige Targa-Sieger Giulio Masetti, der den Wagen privat meldete.
Da die italienischen Hersteller erneut fernblieben, war es den Privatfahrern vorbehalten ihr Land zu vertreten. Eine Ausnahme war Alfieri Maserati, der einen Werkswagen seines Unternehmens fuhr. Emilio Materassi betrieb in seiner Heimatstadt Borgo San Lorenzo eine Itala-Vertretung. In seiner Werkstatt baute er einen 5,8-Liter-Isotta-Fraschini-Flugmotor in ein altes Itala-Rennwagen-Fahrgestell ein und meldete den zwei Tonnen schweren Wagen zum Rennen.

### Der Rennverlauf
Zwanzig Jahre waren Vincenzo Florio und das Veranstaltungskomitee der Targa Florio von tödlichen Unfällen verschont geblieben (ungewöhnlich für diese Ära des Motorsports). Das änderte sich 1926 mit dem Todessturz des populären Giulio Masetti. Wie üblich gingen die Fahrer am Sonntag mit einem Intervallstart von fünf Minuten ab sieben Uhr in der Früh ins Rennen. Menschenmassen säumten den Medio circuito delle Madonie. Viele Zuschauer hatten die Nacht in ihren Fahrzeugen verbracht, um bei Tagesanbruch die Plätze mit der besten Sicht auf die Fahrbahn besetzen zu können. 
Giulio Masetti, der Favorit der Buchmacher, startete um 07:36 Uhr. Am Delage prangte in roter Farbe die Startnummer 13. Vor und hinter ihm gingen die Delage-Markenkollegen Albert Divo und René Thomas ins Rennen. Mit dem Ablauf der Saison 1925 fiel die Vorschrift der beifahrenden Mechaniker, die jetzt nicht mehr zwingend mitfahren mussten. Wie die meisten seiner Fahrerkollegen verzichtete Masetti auf einen Co-Piloten. Nach einer Stunde Fahrzeit, ca. 30 Kilometer nach Cerda – dem Start-und-Ziel-Ort – verunglückte Masetti. Ein Polizist schilderte als Augenzeuge den Vorgang. Nach einer Brücke, in einer Linkskurve, schlingerte der Delage so stark, dass er rechts an einer steilen Böschung hängenblieb, umstürzte und mit den Rädern nach oben über die Straße rutschte. Der nachfolgende René Thomas hatte angehalten (nach Thomas blieben auch Robert Benoist und Alfieri Maserati an der Unfallstelle stehen) und versuchte gemeinsam mit dem Polizisten den noch lebenden Masetti aus dem umgestürzten Fahrzeug zu befreien. Obwohl dies schnell gelang, starb Masetti neben seinem Wagen an den schweren Verletzungen am Brustkorb, die ihm sein Lenkrad beigefügt hatte. Rettungskräfte brachte ihn noch in das Krankenhaus von Termini Imerese, wo nur mehr sein Tod festgestellt wurde.
Schnell sprach sich der Unfall in den Zuschauerreihen herum. Der Tod von Masetti wurde allerdings erst publik gemacht, als Thomas und Benoist nach der ersten Runde zum Reifenwechsel anhielten und über den Unfallhergang berichteten. Vinzenzo Florio hatte die leidvolle Aufgabe, Masettis Ehefrau, die auf der Haupttribüne saß, vom Tod seines engen Freundes zu unterrichten. Aus Respekt vor der Familie Masetti zog die Delage-Rennleitung die drei verbliebenen Wagen zurück.
Durch den Unfall geriet der restliche Rennverlauf völlig in den Hintergrund. Kaum jemand interessierte sich für den zweiten Targa-Sieg von Meo Constantini, der einen Bugatti-Dreifachsieg anführte. Eine Folge des Unfalls war das Ende der Startnummer 13 im italienischen Motorsport, die nach dem Unfall als Unglücksnummer galt.
Das Rennen der 1,1-Liter-Klasse, das wie im Vorjahr nach drei Runden zu Ende ging, gewann Baconin Borzacchini im Salmson GP.

## Ergebnisse

### Schlussklassement
| 1           | Kategorie IV  | 27 | Automobiles Ettore Bugatti | Meo Constantini   | Bugatti T35T                    | 7:20:45,000 |
| 2           | Kategorie IV  | 21 | Automobiles Ettore Bugatti | Ferdinando Minoia | Bugatti T35T                    | 7:30:49,000 |
| 3           | Kategorie IV  | 18 | Automobiles Ettore Bugatti | Jules Goux        | Bugatti T35T                    | 7:35:46,400 |
| 4           | Kategorie IV  | 19 | Emilio Materassi           | Emilio Materassi  | Itala-Isotta Fraschini Speciale | 7:44:26,600 |
| 5           | Kategorie III | 15 | André Dubonnet             | André Dubonnet    | Bugatti T35                     | 7:44:58,000 |
| 6           | Kategorie IV  | 22 | Automobiles Peugeot        | Louis Wagner      | Peugeot 174S                    | 7:52:25,200 |
| 7           | Kategorie IV  | 25 | Renato Balestrero          | Renato Balestrero | OM 665                          | 8:20:35,000 |
| 8           | Kategorie II  | 5  | Officine Alfieri Maserati  | Alfieri Maserati  | Maserati 26                     | 8:37:11,000 |
| 9           | Kategorie II  | 8  | Pasquale Croce             | Pasquale Croce    | Bugatti T37                     | 8:45:21,800 |
| 10          | Kategorie II  | 6  | Antonio Caliri             | Antonio Caliri    | Bugatti T37                     | 8:50:46,600 |
| 11          | Kategorie III | 9  | Supremo Montanari          | Supremo Montanari | Bugatti T35A                    | 8:59:21,400 |
| 12          | Kategorie IV  | 23 | Saverio Candrilli          | Saverio Candrilli | Steyr VI                        | 9:35:55,000 |
| Ausgefallen |               |    |                            |                   |                                 |             |
| 13          | Kategorie IV  | 20 | Diego de Sterlich          | Diego de Sterlich | Diatto 3000                     |             |
| 14          | Kategorie II  | 1  | Edgar Morawitz             | Edgar Morawitz    | Bugatti T39A                    |             |
| 15          | Kategorie II  | 3  | Pietro Mucera              | Pietro Mucera     | Ceirano N150                    |             |
| 16          | Kategorie III | 12 | Automobiles Delage         | Albert Divo       | Delage 2LCV                     |             |
| 17          | Kategorie III | 10 | Mario Lepori               | Mario Lepori      | Bugatti T35                     |             |
| 18          | Kategorie III | 17 | Automobiles Delage         | Robert Benoist    | Delage 2LCV                     |             |
| 19          | Kategorie II  | 4  | Silvio de Vitis            | Silvio de Vitis   | Bugatti T22                     |             |
| 20          | Kategorie IV  | 28 | Amedeo Sillitti            | Amedeo Sillitti   | Alfa Romeo RLTF                 |             |
| 21          | Kategorie III | 14 | Automobiles Delage         | René Thomas       | Delage 2LCV                     |             |
| 22          | Kategorie IV  | 26 | Giuseppe Vittoria          | Giuseppe Vittoria | Diatto 3000                     |             |
| 23          | Kategorie IV  | 24 | Automobiles Peugeot        | André Boillot     | Peugeot 174S                    |             |
| 24          | Kategorie III | 11 | Lorenzo Messeri            | Lorenzo Messeri   | Bugatti T30                     |             |
| 25          | Kategorie III | 13 | Giulio Masetti             | Giulio Masetti    | Delage 2LCV                     |             |
| 25          | Kategorie II  | 7  | Nicolò Maraini             | Nicolò Maraini    | Bugatti T13                     |             |

### Schlussklassement Kategorie I
| 1 (26)      | Kategorie I | 33 | Baconin Borzacchini | Baconin Borzacchini | Salmson GP | 5:14:40,400 |
| 2 (27)      | Kategorie I | 32 | Ezio Rallo          | Ezio Rallo          | Salmson    | 5:33:56,800 |
| 3 (28)      | Kategorie I | 30 | Ignazio Zubiaga     | Ignazio Zubiaga     | Austin 7   | 5:37:20,000 |
| 4 (29)      | Kategorie I | 29 | Gino Geri           | Gino Geri           | Salmson GP | 5:47:42,400 |
| 5 (30)      | Kategorie I | 35 | Francesco Starrabba | Francesco Starrabba | Amilcar    | 6:04:29,800 |
| 6 (31)      | Kategorie I | 34 | Claudio Sandonnino  | Claudio Sandonnino  | Citroën C  | 6:30:25,000 |
| Ausgefallen |             |    |                     |                     |            |             |
| 7 (32)      | Kategorie I | 31 | Salvatore Casano    | Salvatore Casano    | Amilcar    |             |
| 8 (33)      | Kategorie I | 36 | Salvatore Comella   | Salvatore Comella   | Salmson GP |             |

### Nur in der Meldeliste
Hier finden sich Teams, Fahrer und Fahrzeuge, die ursprünglich für das Rennen gemeldet waren, aber nicht daran teilnahmen.
| Pos. | Klasse        | Nr. | Team               | Fahrer             | Chassis     |
| ---- | ------------- | --- | ------------------ | ------------------ | ----------- |
| 34   | Kategorie II  | 2   | Coccia             | Coccia             | Bugatti T37 |
| 35   | Kategorie III | 16  | Domenico Antonelli | Domenico Antonelli | Bugatti T35 |

### Klassensieger
| Klasse        | Fahrer           | Fahrzeug     | Platzierung im Gesamtklassement |
| ------------- | ---------------- | ------------ | ------------------------------- |
| Kategorie II  | Alfieri Maserati | Maserati 26  | Rang 8                          |
| Kategorie III | André Dubonnet   | Bugatti T35  | Rang 5                          |
| Kategorie IV  | Meo Constantini  | Bugatti T35T | Gesamtsieg                      |

### Klassensieger Kategorie I
| Klasse      | Fahrer              | Fahrzeug   | Platzierung im Gesamtklassement |
| ----------- | ------------------- | ---------- | ------------------------------- |
| Kategorie I | Baconin Borzacchini | Salmson GP | Klassensieg                     |

### Renndaten
- Gemeldet: 35
- Gestartet: 33
- Gewertet: 18
- Rennklassen: 4
- Zuschauer: unbekannt
- Wetter am Renntag: kühl, wolkig und windig
- Streckenlänge: 108,000 km
- Fahrzeit des Siegerteams: 7:20:45,000 Stunden
- Gesamtrunden des Siegerteams: 5
- Gesamtdistanz des Siegerteams: 540,000 km
- Siegerschnitt: 73,500 km/h
- Schnellste Trainingszeit: keine
- Schnellste Rennrunde: Meo Constantini – Bugatti T35T (#27) – 1:26:00,000 = 75,300 km/h
- Rennserie: zählte zu keiner Rennserie